# 32441 Youngrokkim
32441 Youngrokkim è un asteroide della fascia principale. Scoperto nel 2000, presenta un'orbita caratterizzata da un semiasse maggiore pari a 2,631750 UA e da un'eccentricità di 0,128553, inclinata di 26,784742° rispetto all'eclittica. Ha un diametro di 13,781 km e un periodo di rotazione di 4,03 ore.